# Aetopétra
Aetopétra är en ort i Grekland.   Den ligger i prefekturen Nomós Ioannínon och regionen Epirus, i den nordvästra delen av landet, 300 km nordväst om huvudstaden Aten. Aetopétra ligger 573 meter över havet och antalet invånare är 124.
Terrängen runt Aetopétra är kuperad åt nordväst, men åt sydost är den bergig.Runt Aetopétra är det mycket glesbefolkat, med 6 invånare per kvadratkilometer. Närmaste större samhälle är Kónitsa, 9,4 km öster om Aetopétra. Omgivningarna runt Aetopétra är en mosaik av jordbruksmark och naturlig växtlighet.